# Asii Chemnitz Narup
Asii Chemnitz Narup (Nuuk, 27 giugno 1954) è una politica groenlandese.
Deputata del partito Inuit Ataqatigiit, è stata Ministro dell'ambiente e della salute del paese tra il 2005 e il 2006. Si è dimessa in segno di protesta contro quello che riteneva un governo mal funzionante. Dal 2009 al 2019 è stata sindaco di Sermersooq. Dall'aprile 2021 è Ministro delle Finanze e dell'Interno nel governo ambientalista di Múte Bourup Egede.

## Biografia
| Controllo di autorità | VIAF (EN) 11151654645508281415 |